# DiRT: Showdown
DiRT: Showdown je závodní videohra vyvinutá a vydaná společností Codemasters pro Microsoft Windows, OS X, Linux, PlayStation 3 a Xbox 360. Byla vydána 25. května 2012 v Evropě a 12. června 2012 v Severní Americe. Verze pro OS X byla vydána 4. září 2014 a verze pro Linux vyšla 17. srpna 2015. Je součástí série her Colin McRae Rally. Verze pro Xbox 360 byla také vydána zdarma v rámci akce Microsoft's Games with Gold promotion trvající od 1. ledna 2016 do 15. ledna 2016.